# Präsidentschaftswahl in Tanganjika 1962
Die Präsidentschaftswahlen in Tanganjika 1962 fanden am 1. November 1962 statt.
Es waren die ersten Wahlen, nachdem das Land am 9. Dezember 1961 in die Unabhängigkeit entlassen und die Republik ausgerufen worden war. Julius Nyerere, der Führer der regierenden Tanganyika African National Union und amtierender Premierminister, gewann die Wahl mit einem Stimmenanteil von 99,2 %. Bis zum Jahr 1995 sollte es die einzige Präsidentschaftswahl bleiben, die nicht unter den Bedingungen einer Ein-Parteien-Herrschaft ohne Gegenkandidaten stattfand.

## Ergebnisse
| Kandidat                           | Partei                            | Anteil |
| ---------------------------------- | --------------------------------- | ------ |
| Julius Nyerere                     | Tanganyika African National Union | 99,2 % |
| Zuberi Mtemvu                      | African National Congress         | 0,8 %  |
| Gesamt                             |                                   | 100 %  |
| Quelle: African Elections Database |                                   |        |